# Dharoti Khurd
Dharoti Khurd – miasto w północnych Indiach w stanie Uttar Pradesh, na Nizinie Hindustańskiej.
Populacja miasta w 2001 roku wynosiła 34 015 mieszkańców.